# Ionia (Míchigan)
Ionia es una ciudad ubicada en el condado de Ionia en el estado estadounidense de Míchigan. Es sede del condado de Ionia. En el Censo de 2010 tenía una población de 11394 habitantes y una densidad poblacional de 803,37 personas por km².

## Geografía
Ionia se encuentra ubicada en las coordenadas 42°58′37″N 85°4′29″O / 42.97694, -85.07472. Según la Oficina del Censo de los Estados Unidos, Ionia tiene una superficie total de 14.18 km², de la cual 13.85 km² corresponden a tierra firme y (2.37%) 0.34 km² es agua.

## Demografía
Según el censo de 2010, había 11394 personas residiendo en Ionia. La densidad de población era de 803,37 hab./km². De los 11394 habitantes, Ionia estaba compuesto por el 70.91% blancos, el 24.98% eran afroamericanos, el 0.7% eran amerindios, el 0.4% eran asiáticos, el 0.02% eran isleños del Pacífico, el 1.56% eran de otras razas y el 1.43% pertenecían a dos o más razas. Del total de la población el 7.71% eran hispanos o latinos de cualquier raza.